# 산울타리

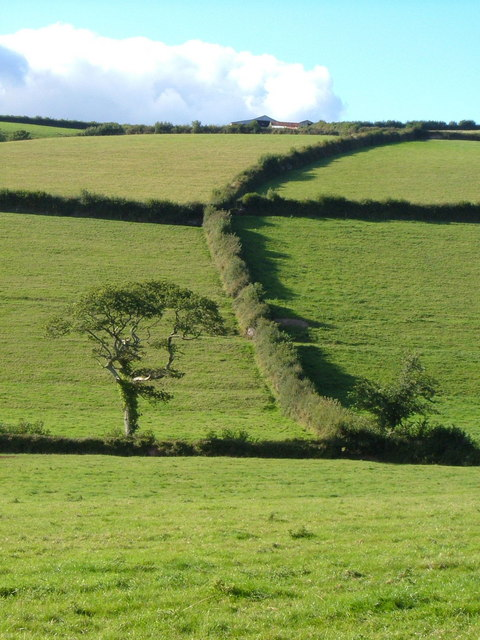

산울타리 또는 생울타리(生―, hedgerows 생울타리[*])는 살아있는 나무를 빼곡히 심어 만든 울타리를 말한다.

## 역할
가지와 잎이 많아 집과의 경계 혹은 담장 역할을 하기 위한 목적이나 시각상 아름답지 못하거나 불쾌감을 주는 대상을 가리기 위한 목적으로 사용한다. 이들 나무는 주로 1년 내내 잎이 시들지 않는 상록수를 사용하며 모양에 벗어난 가지를 잘라 다듬어도 죽지 않는 나무를 선택한다. 가이즈카향나무, 측백나무, 화백나무, 사철나무, 명자나무, 호랑가시나무, 개나리, 무궁화, 꽝꽝나무, 피라칸사, 매자나무, 주목, 목서 등이 산울타리를 만들기 위한 나무로 사용된다.
대부분의 면적이 곡류 생산을 중점으로 한 농업에 이용되고, 양 사육 등을 목적으로 한 농경지 증가로 인해 나무와 생울타리가 부족해지는 것은 숲비둘기와 분홍가슴비둘기같은 조류의 감소에 영향을 준다.

## 같이 보기
- 울타리
- 상록수
- 나무